# Hemibagrus nemurus
Hemibagrus nemurus és una espècie de peix de la família dels bàgrids i de l'ordre dels siluriformes.

## Morfologia
Els mascles poden assolir els 65 cm de longitud total.

## Distribució geogràfica
Es troba a les conques dels rius Mekong, Chao Phraya i Xe Bangfai. També és present a la península de Malaca, Sumatra, Java i Borneo.